# دانشگاه گدجه مادا
دانشگاه گدجه مادا (به لاتین: Gadjah Mada University) یک دانشگاه در اندونزی است که در Sleman واقع شده‌است.